# Eudorylas slovacus
Eudorylas slovacus är en tvåvingeart som beskrevs av Kozanek 1993. Eudorylas slovacus ingår i släktet Eudorylas och familjen ögonflugor. Arten har ej påträffats i Sverige. Inga underarter finns listade i Catalogue of Life.